# 安部三史
安部 三史（あべ さんし、1907年4月20日 - 1993年11月5日）は、日本の医学者。専門は公衆衛生学。元北海道医療大学学長。

## 経歴
北海道出身。1933年（昭和8年）北海道帝國大學医学部卒業後、同医学部助手。1941年（昭和16年）帯広高等獣医学校講師に就任。帯広獣医畜産専門学校講師を経て1946年（昭和21年）北海道大学医学部講師。その後、同医学部助教授。1956年同教授。1963年同医学部長。1967年北海道大学歯学部教授となり、同歯学部長。1970年北海道大学停年退官。同名誉教授。北星学園大学文学部社会福祉学科教授。1974年東日本学園大学薬学部教授。1977年東日本学園大学2代学長に就任。1991年東日本学園大学退職。
1993年11月5日、急性呼吸不全のため死去。

## 受賞歴
勲二等瑞宝章（1978年）

## 主要論文
- 『衛生教育の理論と実際』（北海道労働研究 5号、1954年）
- 高桑栄松・根井外喜男と共著『低温下作業の生体機能に及ぼす影響について』（低温科學. 生物篇 14号、1956年）
- 『北海道の職業病』（北海道労働研究 8号、1957年）
- 斉藤和雄と共著『306. 慢性鉛中毒者の諸所見と脳波との関係について (産業中毒 : 鉛2)』（産業医学 7号、1965年）